# Prunus orthosepala
Prunus orthosepala är en rosväxtart som beskrevs av Emil Bernhard Koehne. Prunus orthosepala ingår i släktet prunusar, och familjen rosväxter. Inga underarter finns listade i Catalogue of Life.